# Tomáš Salinger
Tomáš Salinger (16. března 1938 Zlín - 31. ledna 2020 Žatec) je bývalý československý atlet, běžec, který v roce 1962 vybojoval na mistrovství Evropy v Bělehradu bronzovou medaili v běhu na 1500 metrů.
Již v roce 1961 získal zlatou medaili na světové letní univerziádě v Sofii.